# Aurangzeb
Abū Muẓaffar Muḥyī al-Dīn Muḥammad, noto come Aurangzēb (in persiano اورنگ‌زیب‎, da aurang, "trono" e zīb, "bellezza", "ornamento"), e col nome regale ʿĀlamgīr I, ovvero “Conquistatore del mondo” (Dahod, 3 novembre 1618 – Ahmednagar, 3 marzo 1707), fu il sovrano musulmano dell'Impero Moghul dal 1658 al 1707.
Regnando su quasi tutto il territorio del subcontinente indiano tramite la sharīʿa, il suo impero Moghul divenne l'economia più forte al mondo, quasi un quarto dell'economia mondiale. Il guadagno annuale del suo impero era dieci volte più consistente dell'Impero francese. Tuttavia, a differenza dei suoi predecessori, Aurangzēb credeva che i tesori dell'impero appartenessero ai cittadini e non li teneva per sé.
Aurangzēb era molto religioso e, secondo la storiografia, aveva memorizzato l'intero Corano: il suo regno seguiva rigidamente l'islam e la sharīʿa che ne è la Legge, a differenza dei suoi predecessori, il cui regno era stato caratterizzato dalla tolleranza religiosa. Aurangzēb non beveva bevande alcoliche, aveva solo tre mogli e non conduceva la vita appariscente dei re, cose tutte che gli assicuravano la benevolenza dei sudditi.
Tuttavia, è anche una figura molto controversa nella storia dell'Asia meridionale, ed è considerato un tiranno dalla maggior parte degli indù e dai sikh, pur avendo nei suoi eserciti numerosi soldati indù.
Durante il suo regno, molti nuovi templi indù costruiti senza il suo permesso furono distrutti. Anche la jizya, una tassa gravante esclusivamente sui non musulmani, fece la sua ricomparsa. Comunque, vari storici mettono in discussione la storicità delle affermazioni dei suoi critici, sostenendo che la distruzione dei templi e la conversione forzata da lui attuate sarebbero esagerate, dato che Aurangzēb costruì molti templi induisti, spese tanto per il mantenimento dei templi, impiegò significativamente più indù nella sua burocrazia imperiale di quanto non fecero i suoi predecessori. Aurangzēb morì nel 1707, data che segna la fine del Medioevo indiano e l'inizio della sua età moderna, caratterizzata dalla sempre più invadente e rapace azione del colonialismo europeo in generale e di quello britannico in modo particolare.

## Ascesa al trono
Aurangzēb (il cui nome completo era Abū Muẓaffar Muḥyī al-Dīn Muḥammad Aurangzēb ʿĀlamgīr, in persiano ابو مظفر محی الدین محمد اورنگزیب عالمگیر‎), fu il terzogenito del quinto Gran Mogol, l'imperatore Shāh Jahān (il costruttore dello splendido Tāj Maḥal) e della sua amatissima sposa Arjumand Bānū Bēgum (nota anche con il nome di Mumtāz Maḥal).
A seguito di una ribellione contro suo padre, parte dei suoi figli, compreso Aurangzēb, vennero spediti come ostaggi alla corte di suo nonno Jahāngīr. Alla morte di quest'ultimo, nel 1627, Aurangzēb tornò a vivere con i suoi familiari e Shāh Jahān seguì l'usanza della sua dinastia nell'assegnare il comando ai propri figli, e nel 1634 nominò Aurangzēb Subahdar (ovvero governatore) dell'altopiano del Deccan: fu così che in quello stesso anno Aurangzēb si trasferì a Kirki, che ribattezzò Aurangābād. Nel 1637 sposò la principessa Rabīʿa Durranī in un periodo in cui l'altopiano del Deccān era in uno stato di relativa tranquillità. Nonostante ciò, alla corte dei Moghul suo padre Shāh Jahān cominciò a mostrare una particolare predilezione per il suo figlio maggiore Dārā Shikōh a scapito degli altri figli. Fu così che nel 1644, quando una delle sorelle di Aurangzēb, la principessa imperiale Jahānārā Bēgum Ṣāḥib rimase gravemente ustionata dall'accidentale incendio delle sue vesti, impregnate di essenze chimiche profumate, la forte tensione familiare scoppiò in tutta la sua virulenza con gravi conseguenze politiche. Accusato da suo padre di non essere tornato immediatamente alla notizia dell'incidente che aveva coinvolto sua sorella, Aurangzēb venne destituito della sua carica e nel 1645 venne bandito per sette mesi dalla corte imperiale. In seguito suo padre Shāh Jahān lo nominò governatore del Gujarat e nella nuova carica raccolse finalmente i dovuti riconoscimenti per le sue abilità politiche e amministrative. Fu così che nel 1647 fu eletto anche governatore di Balkh e del Badakhshan (ai confini con l'attuale Turkmenistan), per sopperire all'inettitudine di suo fratello Murād Baksh.
Tutte le regioni sotto il suo governo erano sotto la continua minaccia degli attacchi di diversi nemici esterni, ma il talento militare di Aurangzēb fece sì che esse non diventassero mai dei pericoli reali per l'impero. La sua abitudine di pregare durante la battaglia sul suo tappeto da preghiera divenne un esempio della sua freddezza e della sua razionalità, facendogli guadagnare una fama molto diffusa. Dopo essere stato eletto governatore di Multan iniziò un'interminabile guerra contro la dinastia safavide per la conquista della città di Kandahār, il cui fallimento lo gettò nuovamente in disgrazia agli occhi del padre.
Tuttavia nel 1652 Aurangzēb venne nuovamente nominato governatore dell'altopiano del Deccān, ma la sua esperienza di governatore fece sì che il suo nuovo governatorato della regione fosse molto diverso dal primo. In precedenza Aurangzēb aveva permesso che la corruzione prosperasse e che la burocrazia avesse i pieni poteri, ora invece, egli cercò di rinnovare e riformare il sistema di riscossione delle tasse per eliminare lo sperpero e il profitto illecito dei burocrati, ma con scarso successo.
Fu a questo secondo periodo di governatore del Deccan che risale la prima devastazione di un tempio indù da parte dei soldati di Aurangzēb, che, con la tacita connivenza del loro capo militare, si dettero alla persecuzione di tutti i non musulmani. La condotta dei suoi soldati sarebbe infatti stata giustificata e difesa dallo stesso governatore in una serie di lettere alla corte di Shāh Jahān.
Nel tentativo di guadagnare nuova gloria, Aurangzēb attaccò i confini con i regni vicini di Golconda (1657) e di Bijapur (1658), ma in entrambi i casi i suoi successi vennero impediti dal richiamo di Shāh Jahān, o forse di suo fratello il Principe Dārā Shikōh.

### La lotta per la successione
Nel 1657 Shāh Jahān cadde gravemente malato e si diffuse la notizia precoce della sua scomparsa, dando inizio alla lotta per la successione. Anche se il principe Dārā era l'erede nominale al trono, la sua ascesa alla corona era tutt'altro che certa. Alla notizia della supposta morte di suo padre, il fratello di Dārā Shikōh, Shāh Shujāʿ, si dichiarò dal Bengala imperatore, ma l'invio di armate da parte di suo fratello Dārā e di suo padre lo fecero recedere dal reclamare la corona imperiale.
Tuttavia subito dopo, Murād Baksh, fratello minore di Shujāʿ, grazie ad accordi segreti con Aurangzēb per il suo sostegno, si dichiarò imperatore a Gujarat. In aperto sostegno di suo fratello, Aurangzēb iniziò a marciare da nord partendo da Aurangābād per raccogliere il sostegno dei nobili e dei capi militari. Dopo aver ottenuto una serie di vittorie, Aurangzēb dichiarò formalmente che suo fratello Dārā aveva usurpato in maniera illegittima il trono del padre, il quale, ancora vivo, per tutta risposta, nominò proprio Dārā come suo legittimo successore.
A sostegno del principe Dārā Shikōh si schierò un nobile indù, il Maraja Jaswant Singh, il quale si scontrò con Aurangzēb e Murād a Dharmatpur nelle vicinanze di Ujjain. Nonostante avesse subito delle pesanti perdite, Aurangzēb sconfisse il Maraja, potendo concentrare le sue forze contro suo fratello Dārā. A seguito di una serie di sanguinose battaglie, le truppe fedeli ad Aurangzēb sconfissero quelle di Dārā a Samugarh. Dopo aver accerchiato in pochi mesi la città di Āgrā, le forze di Aurangzēb costrinsero il principe Dārā alla fuga a Delhi, lasciando nelle retrovie il vecchio Shāh Jahān, che si arrese dopo essersi arroccato nel Forte rosso di Agra. Nonostante gli inviti da parte di suo padre, Aurangzēb rifiutò ogni tipo di trattativa dichiarando suo fratello Dara il suo principale nemico. Nonostante il cambio di fronte da parte di suo fratello Murād, il quale cercò di assassinarlo per avvelenamento e venne arrestato, l'ostinata caccia a Dārā da parte di Aurangzēb non venne frenata. I precedenti sostenitori di Murād si schierarono con lui mentre Dārā raccoglieva un nuovo esercito nel Punjab. Nel frattempo l'esercito inviato contro suo fratello Shujāʿ venne messo in rotta e i suoi capi militari, il generale Jai Singh I e Diler Khān si arresero ad Aurangzēb, consentendo tuttavia che il figlio di Dārā Shikōh, Sulaymān, potesse sfuggire dalle mani dello zio e, attraversando i passi dell'Himalaya, potesse raggiungere il padre nel Punjab. Aurangzēb offrì a suo fratello Shujāʿ il governatorato del Bengala, ma questi, non confidando nella buona fede del fratello, continuò a combattere per Dārā. Tuttavia le sue armate subirono una serie di pesanti sconfitte per mano di Aurangzēb e Shujāʿ fu costretto all'esilio ad Arakan, l'antico nome dell'odierno Stato birmano di Rakhine, dove scomparve poco dopo e, probabilmente, morì.
Con i suoi fratelli in rotta e con suo padre prigioniero ad Agra, Aurangzēb era libero d'inseguire e punire il suo acerrimo nemico: suo fratello Dārā. Dopo aver attraversato i confini nord-occidentali del regno, Aurangzēb inseguì l'esercito di Dārā e, dopo numerose battaglie, riuscì a catturarlo grazie al tradimento di uno dei generali di Dārā.
Nel 1659 il principe Dārā Shikōh fu condotto in catene a Delhi e giustiziato: la sua testa fu inviata per dispregio a suo padre, prigioniero al Forte Rosso, per ironia prospiciente al colossale Tāj Maḥal, capolavoro architettonico del suo regno.

## Il regno di Aurangzēb

### Il rafforzamento della Legge islamica

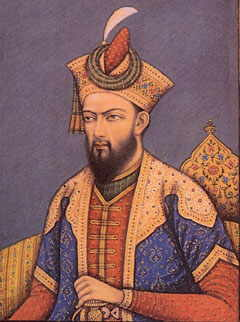
Ritratto giovanile di Aurangazēb

Prima di Aurangzēb, i Gran Mogol erano sempre stati relativamente tolleranti nei confronti delle altre religioni e dei loro credenti, permettendo a questi ultimi di praticare le loro usanze e i loro culti religiosi senza particolari ingerenze.
Nonostante l'emanazione di alcune leggi a protezione della religione musulmana, come la proibizione di edificare nuovi templi indù e la tassa a carico dei non musulmani (detta Jizya), voluta dall'imperatore indiano Akbar, nel 1562, l'impero moghul era sempre stato tollerante nei confronti delle altre religioni (lo stesso Akbar aveva sempre incoraggiato la tolleranza religiosa verso i non musulmani).
Tuttavia, con l'avvento di Aurangzēb, gran parte dei punti di vista liberali e tolleranti dei suoi predecessori ebbero termine. Egli fondò un'osservanza molto più rigida dell'Islam, basata sulla Legge islamica (Sharīʿa) che tradusse in editti e leggi, tutte contenute nel suo codice di 33 libri, il Fatāwā-e-ʿĀlamgīrī (Le Fatwā di ʿĀlamgīr).
Sotto il regno di Aurangzēb la corte Mogol cambiò radicalmente, seguendo i precetti dei predicatori islamici più fondamentalisti, il sovrano vietò ogni tipo di musica, bandendo musicisti, danzatori e cantanti (è ironica, da questo punto di vista, l'iconografia dell'imperatore mentre suona una vina, uno strumento a corde dell'epoca). Successivamente, sempre seguendo la sua interpretazione fondamentalista dell'islam, Aurangzēb proibì la rappresentazione di immagini, ponendo fine così alla ricca e raffinata produzione iconografica delle pitture miniate, che aveva raggiunto il suo apice prima del suo regno. Egli diede ordine ai suoi soldati e ai suoi seguaci di distruggere tutte le immagini presenti nel regno, comprese quelle presenti nel palazzo imperiale stesso. Un numero impressionante di immagini venne distrutto sotto il regno di Aurangzēb, il quale abolì tutte le usanze attinte dalla religione indù e istituite dai suoi predecessori, soprattutto quella del darshan, ovvero l'apparizione per la benedizione pubblica e quella delle celebrazioni pubbliche per il compleanno del Mogol.
I musicisti organizzarono un funerale di protesta per celebrare la "morte della Musica". Assistendo alla manifestazione, l'Imperatore moghul commentò: Lasciate che venga ben sepolta.
In sintonia con la sua intolleranza religiosa, Aurangzēb promulgò numerose leggi che tendevano apertamente a impedire il culto di altre fedi religiose. Egli fece demolire molti templi, in maggioranza indù, e proibì le adunanze religiose non musulmane, fece chiudere tutte le scuole dottrinali di altre religioni e proibì alcune usanze di culto che definì immorali, come le danze sacre all'interno dei templi; la sanzione per il mancato rispetto di queste leggi era spesso la pena di morte.
L'intolleranza di Aurangzēb scatenò diverse ribellioni, tra le quali sono da annoverare quelle dei regni di Jodhpur (l'attuale Marwar) e di Udaipur, oltre a quella dei Sikh. La ribellione aperta di questi ultimi fu la conseguenza dell'esecuzione del guru Teg Bahadur, che venne torturato e ucciso da Aurangzēb perché aveva rifiutato di convertirsi all'Islam. Il suo successore Gobind Singh guidò la rivolta contro l'oppressione religiosa di Aurangzēb.
L'ortodossia religiosa di Aurangzēb è stata a lungo interpretata come la causa scatenante non solo di queste rivolte ma anche del conseguente smembramento dell'Impero Moghul dopo la morte di Aurangzēb. Tuttavia interpretazioni storiche più recenti offrono una lettura diversa per la fine dell'Impero moghul, da riscontrarsi nell'eccessiva estensione del suo territorio, diventato ormai impossibile da controllare, ma anche dall'impoverimento dello stesso impero, causato dal protrarsi delle guerre volute dallo stesso Aurangzēb, sia durante il suo governatorato del Deccan che a causa delle sue guerre per l'espansione dei confini. Oltre a ciò occorre aggiungere la scarsa fedeltà dei nuovi nobili creati da Aurangzēb, soprattutto provenienti dal suo governatorato del Deccan, poco propensi alle vecchie usanze di lealtà nei confronti dell'Impero Moghul.
È interessante notare il fatto che, a dispetto del fondamentalismo religioso di Aurangzēb, gran parte del vertice militare del suo esercito continuò a professarsi indù, e tra di essi c'era il suo più celebrato generale, Mīrzā Rāja Jāi Singh.

### La lotta per l'espansione dell'Impero moghul

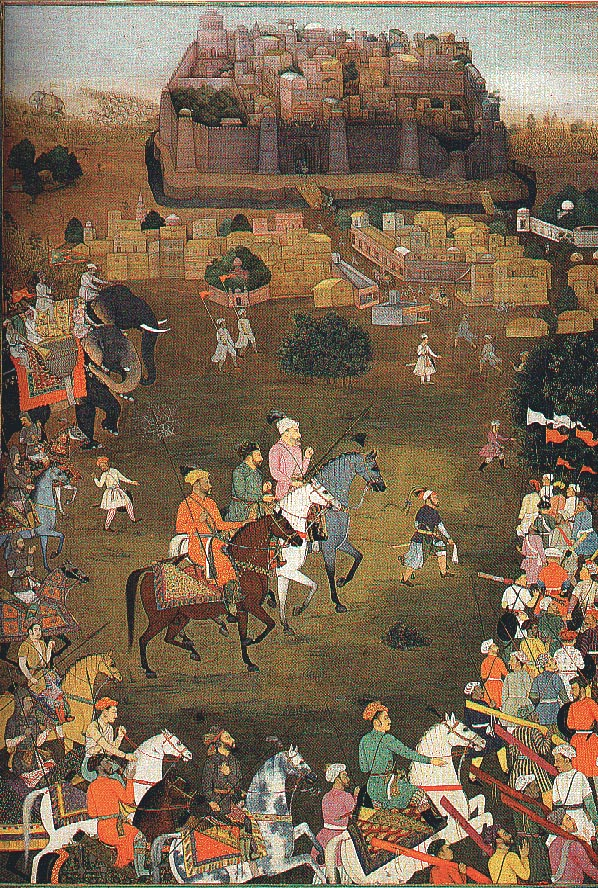
Aurangzēb vincitore fa catturare il ribelle Orchha (1635)

Durante tutto il suo regno, dall'ascesa al trono fino alla sua morte, Aurangzēb portò avanti numerose campagne militare per espandere i confini dell'Impero moghul. Per questo motivo promosse lo sviluppo di un esercito più potente e numeroso e cercò di inoltrarsi soprattutto verso il confine nord-occidentale, nel Punjab e nel territorio dell'attuale Afghanistan.
Le sue campagne si diressero inoltre anche a sud, per conquistare gli antichi regni avversari di Bijapur e Golconda, oltre che i regni Maratha di recente conquistati da Shivaji, fondatore dell'Impero Maratha.
La combinazione della sua politica di ortodossia religiosa e di espansione territoriale ebbero però degli effetti profondi sull'Impero moghul. L'espansione dei confini, anche se raccolse diversi successi, fu possibile a costo di enormi perdite in vite umane e in ricchezza, così che, mentre l'Impero cresceva in dimensioni, la sua catena interna di autorità e lealtà diventava sempre più debole.
Fu così che i Sikh del Punjab che si ribellavano ai suoi eserciti diventavano sempre più forti ed audaci, e quando i regni musulmani Golconda e Bijapur caddero in mano di Aurangzēb, la sua popolazione indù si unì in massa a sostegno di Shivaji e dell'Impero Maratha.
La ribellione divenne persino sedizione all'interno dello stesso esercito di Aurangzēb, soprattutto da parte dei feroci Rajput, la casta guerriera che rappresentò la punta di diamante del suo esercito; essendo tutti di religione indù, gran parte di essi si rivoltò apertamente ad Aurangzēb e alla sua ortodossia religiosa, con un grave contraccolpo alla stabilità delle gerarchie interne dell'Impero. Essendo costretto a concentrarsi sulle rivolte dei suoi militari, infatti, Aurangzēb fu costretto ad allentare il giogo dei suoi governatori, che divennero sempre più indipendenti e potenti.

### L'intolleranza contro gli induisti
Il regno di Aurangzēb fu caratterizzato per la sua particolare avversione per la religione indù. La sua politica contro la religione induista era volta a promuovere indirettamente il diffondersi della ortodossia sunnita nell'Impero. I suoi numerosi editti contro l'induismo, soprattutto la proibizione della festività del Diwali e la diffusione della jizya, furono lo strumento principe della sua lotta all'induismo; tuttavia il risultato più evidente e annoverato è la sua campagna di demolizione di templi indù.
Sotto il suo regno, centinaia, forse migliaia di templi induisti vennero sconsacrati e depredati. Nella maggior parte dei casi essi vennero rasi al suolo, in altri, al contrario, sulle loro fondamenta venivano edificati nuove moschee, a volte usando le stesse pietre.
Le cronache del tempo testimoniano le seguenti persecuzioni contro gli indù:
- un editto di Aurangzēb ordinò la distruzione di tutte le scuole induiste a Varanasi e la distruzione del tempio di Mathura che venne ribattezzata Islamabad,
- nella città di Khandela ordinò l'uccisione di trecento fedeli indù perché si ribellavano alla distruzione del loro tempio,
- nelle città di Multan e Thatta (nella regione del Sind) ordinò ai governatori di demolire le scuole e i templi degli infedeli,
- a Udaypur ordinò il massacro di tutti i fedeli indù che si opponevano alla demolizione di ben 172 templi,
- nella città di Amber, capitale dello stato di Rajasthan, ordinò la demolizione di 66 templi,
- nella regione del Maharashtra ordinò la demolizione di tutti i templi indù e il massacro delle vacche sacre.

A questi episodi si aggiunga la serie di editti, quali l'editto del 1665 che proibiva l'accensione di fuochi durante la festività di Diwali, a cui seguì nel 1668 la proibizione di tutte le feste induiste. Nel 1669 un nuovo editto proibì la costruzione di nuovi templi indù e la restaurazione di quelli già esistenti e nel 1671 Aurangzēb decretò che soltanto i musulmani potessero possedere terreni all'interno del regno. Un editto del 1674 stabilì la confisca di tutte le terre dei proprietari terrieri di religione indù di Gujarat e nel 1679, contrariamente ai suggerimenti dei suoi consiglieri di corte e dei suoi stessi teologi, egli ripristinò la Jizya per tutti i non-musulmani.

## Le ribellioni contro il governo di Aurangzēb
Molti tra i sudditi di Aurangzēb si ribellarono contro di lui e contro le sue politiche, primo fra tutti suo figlio il Principe sultano Akbar.
La prima rivolta fu quella della tribù Pashtun degli Yusufzai vicino Peshāwar nel 1667 che venne sedata, a cui seguì, l'anno dopo, quella delle tribù Jat di religione indù nel distretto di Agra. Sebbene a prezzo di innumerevoli vite umane, la rivolta di questa tribù durò per anni, e nel 1681 un attacco di Jat contro la città di Sikandra portò al saccheggio e alla distruzione della tomba di Akbar.
Nel 1670 fu la volta di Shivaji che attaccò il porto di Surat dando vita ad un nuovo periodo di conflitto con l'Impero Mogul.
Nel 1672 una setta di fede Kabirpanthi di nome Sathnamis, concentrata nella regione di Delhi iniziò una rivolta armata conquistando la città di Narnaul e sconfiggendo l'esercito imperiale venuto per sedare la rivolta. Fu necessario per Aurangzēb inviare un nuovo esercito forte di 10.000 uomini, compresa la sua Guardia Imperiale, per sconfiggere i rivoltosi.
Presto una nuova rivolta, questa volta della tribù di origine afghana degli Afridi, costrinse lo stesso Aurangzēb a guidare personalmente l'esercito contro il capo dei ribelli arroccato ad Hasan Abdal per sedare la rivolta.

### Le campagne in Deccan e la rivolta dei regni Maratha
Al tempo di suo padre Shāh Jahān, l'altipiano del Deccan ospitava tre regni musulmani: Ahmednagar, Bijapur e Golconda.
Dopo una campagna di conquista dell'Impero Moghul, Ahmednagar venne conquistata ma uno dei suoi capi militari, di nome Shahaji di religione indù, si ritirò nel regno di Bijapur, creando una nuova realtà politica con capitale Pune ed elesse come erede del nuovo regno suo figlio Shivaji. Quando nel 1657 Aurangzēb attaccò gli altri due regni minori di Golconda e Bijapur, Shivaji, usando la tecnica della guerriglia, assunse il controllo di tre fortezze Bijapur prima controllate da suo padre, assumendo così al tempo stesso il controllo di molti clan Maratha. Durante la campagna di espansione di Aurangzēb, Shivaji conquistò diversi territori appartenenti sia al regno Moghul che a quello Bijapur, facendo così della dinastia Maratha una minacciosa potenza militare.
Dopo la sua incoronazione nel 1659 Aurangzēb inviò il suo generale più fidato nonché zio materno Shaista Khan per riprendere possesso delle fortezze perdute. Shaista Khan penetrò nel territorio sotto il controllo Maratha e si insediò a Pune, ma con un attacco audace e improvviso Shivaji attaccò la residenza del novo governatore, uccise il figlio di Shaista Khan e mozzò a quest'ultimo un dito prima di lasciarlo fuggire. Per l'anno successivo Aurangzēb fu costretto ad ignorare la sfida dei Maratha, che continuarono a prendere il controllo di altre fortezze, fino a quando il Gran Mogol non inviò un nuovo generale, di religione indù, di nome Jai Singh.
Questa volta la strategia del nuovo comandante costrinse Shivaji a trattare la pace e a giurare fedeltà al Gran Mogol come suo vassallo, tuttavia, durante la cerimonia di sottomissione ad Agra, un alterco tra Shivaji e Aurangzēb portò all'arresto del primo che però riuscì a fuggire in maniera rocambolesca.
Shivaji fece ritorno nella regione del Deccan e venne incoronato Chhatrapati, ovvero Imperatore dell'Impero maratha nel 1674. Nonostante il continuo invio di truppe da parte di Aurangzēb, Shivaji continuò ad espandere il territorio del suo impero fino alla sua morte nel 1680. Nel 1681 il figlio di Shivaji, Sambhaji, divenne imperatore di Maratha, ma nonostante fosse meno abile sia politicamente che militarmente, questo non permise ad Aurangzēb di riconquistare il territorio perduto; l'Imperatore Moghul tentò per più di due decenni di sottomettere l'Impero Maratha ma senza successo.

### La ribellione pashtun
Insieme ai guerrieri Rajput, la tribù pashtun dell'Impero moghul erano la base dell'élite militare di Aurangzēb. La rivolta pashtun del 1672 quando il governatore moghul permise ai suoi soldati di molestare le donne della tribù pashtun dei Safi nella regione dell'attuale provincia afghana di Konar. Le tribù di etnia Safi attaccarono ed uccisero i soldati imperiali provocando una repressione che a sua volta scatenò una sommossa generale di gran parte della popolazione della regione. Con lo scopo di riaffermare la propria autorità, il governatore moghul guidò un esercito diretto al Khyber Pass, dove venne accerchiato dai Safi e interamente massacrato, solo quattro persone, compreso lo stesso Governatore, riuscirono a sopravvivere.
La rivolta si espanse rapidamente provocando serie minacce al controllo territoriale da parte dell'Impero, soprattutto dopo l'assalto alla cittadina di Attock, di importante valore strategico in quanto crocevia della rotta commerciale verso Kabul. L'importanza di riconquistare questa città fu messa in evidenza dalla decisione dello stesso Aurangzēb di guidare personalmente l'assalto contro i rivoltosi nel 1674. Aurangzēb riuscì a sedare la rivolta, soprattutto dopo aver gettato tra questi la discordia, tuttavia il conflitto gettò un'ondata di anarchia lungo la frontiera dell'Impero verso l'Afghanistan che non venne mai più eliminata e che permise cinquant'anni dopo al condottiero iraniano Nadir Shah di giungere a Delhi senza incontrare grandi resistenze.

## Eredità di Aurangzēb

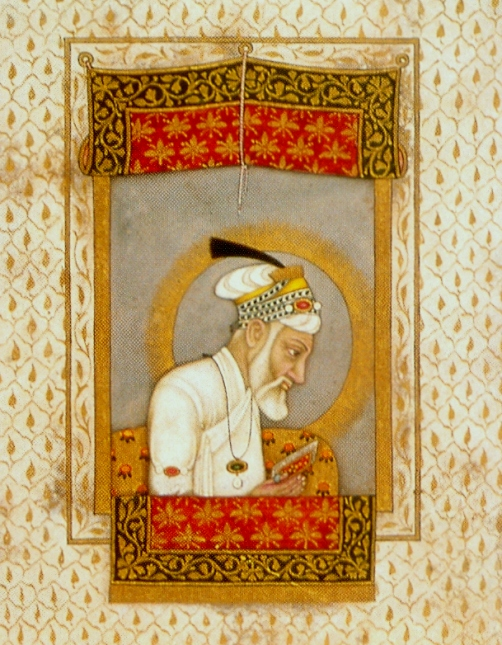
Ritratto senile di Aurangzēb che legge il Corano

L'influenza delle scelte di governo di Aurangzēb ha continuato a operare per secoli, condizionando non solo la storia dell'India, ma dell'Asia intera.
Egli fu il primo monarca a cercare di imporre la Legge islamica in una nazione non musulmana, i suoi critici, soprattutto di fede indù, lo deplorano come un intollerante mentre i suoi fautori inneggiano a lui dandogli il titolo onorifico di Pir e di Califfo. Fu fautore di una guerra pressoché perenne, giustificando la morte e la distruzione che ne conseguirono sul campo dottrinale e morale. Egli impose la Legge islamica nel suo regno, conseguendo un relativo successo, ma a prezzo non solo di entità religiose non musulmane ma anche delle locali comunità sciite.
A differenza dei suoi predecessori, Aurangzēb considerò il tesoro imperiale una risorsa per tutti i suoi sudditi e non come una fonte a cui attingere per le proprie spese personali o per la progettazione delle più bizzarre realizzazioni architettoniche. Egli fu responsabile della costruzione di pochi edifici, tra i quali il modesto mausoleo per la sua prima moglie Bībī Ka Maqbara ad Aurangābād, chiamato il piccolo Tāj. Egli commissionò anche la Moschea di Badshahi a Lahore, una delle moschee più grandi del mondo musulmano. Tuttavia, seppur fu un moderato costruttore di opere pubbliche e personali, le sue continue campagne per l'espansione del regno moghul e per la diffusione dell'ortodossia islamica portarono alla bancarotta il tesoro reale rivelandosi più dannose degli sperperi dei suoi predecessori.
Aurangzēb si liberò di molti dei suoi figli e delle sue mogli, imprigionandone alcuni e mandandone in esilio altri. Tuttavia alla fine della sua esistenza, manifestò il pentimento per la sua rigidezza e per la sua intransigenza confessando un profondo senso di solitudine. Si pentì anche di parte del suo operato in nome dell'intolleranza religiosa e pregò i suoi figli di non combattersi per la successione al trono. Per evitare qualsiasi scontro lasciò una volontà testamentaria che divideva equamente l'Impero moghul in parti uguali tra i figli. Essi peraltro non la rispettarono, combattendosi a vicenda in una guerra cruenta e fratricida.
Aurangzēb morì a Ahmednagar nel 1707 all'età di 90 anni, dopo essere sopravvissuto a molti dei suoi figli. La semplicità della sua tomba a Khuldabad, non lontana dal luogo della sua morte, riflette appieno il suo rispetto per l'osservanza dei precetti islamici.
Dopo la sua morte, suo figlio Bahadūr Shāh I prese il trono, ma l'Impero moghul, sia per la politica di suo padre che per l'inettitudine politica e militare dello stesso erede al trono cominciò un lungo ma inesorabile declino, che vide l'estendersi dei regni maratha a spese dell'Impero, e dopo 100 anni di questa lenta decadenza l'Impero Mogol divenne paradossalmente suddito dell'Impero Maratha e in seguito della Compagnia Britannica delle Indie Orientali.
Nel 1675 il poeta inglese John Dryden scrisse il dramma Aurang-zebe: a tragedy ispirato alle vicende di Aurangzēb e della sua ascesa al trono.